# 高级电源管理
高级电源管理（英語：Advanced power management），是一组由英特尔和微软在1992年开发的一组应用程序接口，允许操作系统与BIOS共同实现电源管理。1997年製定的高级配置与电源接口（ACPI）是其後繼者。
Windows Vista要求BIOS必須支援ACPI。